# 大滝明利
大滝 明利（おおたき あきとし、1963年12月18日 - ）は、宮城県仙台市出身の俳優、殺陣師、スーツアクター。別名：瀧 佳人（たき よしと）。
ジャパンアクションクラブ出身。現在の所属事務所はオリオンズベルト。以前はジョイントオフィスに所属していた。

## 人物
1990年代から多くの円谷プロ作品に出演。殺陣師としては平成ウルトラセブンや『ウルトラマンネオス』を手掛けている。
『ウルトラマンティガ』ではGUTSのムナカタ・セイイチ役出演。ムナカタは酒が飲めないという設定だったが、大滝本人はティガの撮影期間中、他の出演者たちとほぼ毎日のように飲んでいたとのことである（トークショーなどでの本人発言による）。

## 出演

### テレビドラマ
- 火曜サスペンス劇場 / 松本清張スペシャル・家紋（1990年、日本テレビ）
- 豆腐屋直次郎の裏の顔（朝日放送）
  - 第9話「美人女医がささやく金庫破り」（1992年9月8日）
  - 第10話（最終話）「サヨナラ直ちゃん、愛してる」（1992年9月15日）
- ウルトラシリーズ
  - ウルトラマンになりたかった男（1993年、TBS） - ウルトラマン（スーツアクター） 役
  - ウルトラセブン 太陽エネルギー作戦（1994年、日本テレビ） - オオタキ主任、エレキングに吊るされるウルトラセブン（スーツアクター） 役
  - ウルトラセブン 地球星人の大地（1994年、日本テレビ） - 機動隊隊長、恐竜、モロボシ・ダン（演：森次晃嗣）のスタント 役
  - ウルトラマンティガ（1996年、MBS・TBS系） - ムナカタ 役
  - ウルトラマンダイナ（1997年、MBS・TBS系） - ムナカタ・セイイチ / キャプテン・ムナカタ 役
  - ウルトラQ dark fantasy 第1話「踊るガラゴン」（2004年4月6日、テレビ東京） - 警備隊長 役
  - ウルトラマンメビウス 第45話「デスレムのたくらみ」（2007年2月24日、CBC・TBS系） - サラリーマン・西沢 役 ※瀧佳人 名義
- 西遊記（1994年、日本テレビ）（スーツアクター）
- ムーンスパイラル（1996年、日本テレビ） - 金子満 役
- サイバー美少女テロメア（1998年、テレビ朝日） - 坂田刑事 役
- 連続テレビ小説（NHK）
  - すずらん（1999年）
- ブースカ! ブースカ!!（1999年、テレビ東京） - 日八樫 役
- 宇宙最強ツヨイダー （2002年、TOKYO MX） - 霧笛強 役
- 幻星神ジャスティライザー 第20話「追憶、守るべきもの」（2005年2月19日、テレビ東京） - 政府高官 役
- 特命係長 只野仁第20話「覗かれた派遣社員」（2005年3月11日、テレビ朝日） - スマイリー広告社長・梶浦達彦 役
- 新選組!! 土方歳三 最期の一日（2006年、NHK総合）
- 生物彗星WoO 第6話「さよならWoO」（2006年6月11日、BShi） - 防衛隊隊員 役
- 鬼嫁日記 いい湯だな 第10話「私は罪な人妻なのよ!」（2007年6月19日、関西テレビ・フジテレビ系）
- Answer〜警視庁検証捜査官 第3話「歌う通り魔!?消えた赤い傘の謎…!!」（2012年5月2日、テレビ朝日） - 山角運送トラック運転手・熊野敏明 役
- 水曜ミステリー9（テレビ東京）
  - 北海道警事件ファイル 警部補 五条聖子
    - 1 過去からの脅迫者（2012年10月24日） - 中島忠和 役
    - 2 函館殺人迷宮（2014年5月21日） - 岡田知之 役
- ダマシバナシ 第1話（2015年12月20日、日本テレビ）- 男2 役
- そして、誰もいなくなった 第9話（2016年9月11日、日本テレビ）- 刑事 役
- 相棒（テレビ朝日）
  - season15 第18話「悪魔の証明」（2017年3月22日・最終話） - 警視庁交通部長 役
  - season16 第4話「ケンちゃん」（2017年11月8日） - 檜原（「ニシゾノ印刷工場」従業員） 役
  - season18 第1話「アレスの進撃」（2019年10月9日） - 草津紀世彦（秋田県警察本部長） 役
- ユニバーサル広告社〜あなたの人生、売り込みます!〜 第4話（2017年11月10日、テレビ東京）- カメラマン 役
- 名刺ゲーム 第1話（2017年12月2日、WOWOW）- 中年男性 役
- ドクターX〜外科医・大門未知子〜 第5期第10話（2017年12月14日、テレビ朝日）- 検事 役
- 命売ります 第4話（2018年2月3日、BSジャパン/4月25日、テレビ東京）- 警官 役
- 家政夫のミタゾノ 第2シリーズ 第1話（2018年4月20日、テレビ朝日） - 不動産屋 役
- 噂の女 第4話（2018年5月12日、BSジャパン/8月1日、テレビ東京）- スーパー客1 役
- 正義のセ 第8話（2018年5月30日、日本テレビ） - 刑事 役
- ラストチャンス 再生請負人 第3話 - 第5話（2018年7月30日-8月13日、テレビ東京）- フランチャイジー 役
- この世界の片隅に 第4話（2018年8月5日、TBS）- 竹槍教官 役
- 激アツ!! ヤンキーサッカー部 後編（2018年9月28日、テレビ朝日）- 監督 役
- 獣になれない私たち 第10話（2018年12月12日、日本テレビ）- 高梨の上司 役
- 僕の初恋をキミに捧ぐ 第4話（2019年2月9日、テレビ朝日）- 警備員 役
- 白衣の戦士! 第2話 （2019年4月17日、日本テレビ）- 職員 役
- 緊急取調室 3rd SEASON 第9話（2019年6月13日、テレビ朝日）- 守衛 役
- BG〜身辺警護人〜 第2章第2話（2020年6月25日、テレビ朝日）- 巡査A 役
- アンサングシンデレラ 第1話（2020年7月16日、フジテレビ）- 同僚A 役
- 七人の秘書 第2話（2020年10月29日、テレビ朝日） - 東都銀行の元行員 役
- 恋する母たち 第6話（2020年11月27日、TBS）- 工務店店員 役
- 恋はDeepに 第6話 (2021年5月19日、日本テレビ）- 刑事 役
- 大富豪同心 第2話（2021年6月4日、NHK BSプレミアム）- ヤクザの親分 役
- ナイト・ドクター 第2話（2021年6月28日、フジテレビ）- 患者 役
- ハコヅメ〜たたかう!交番女子〜 第1話（2021年7月7日、日本テレビ） - 通行人 役
- TOKYO MER〜走る緊急救命室〜 第2話・第7話（2021年7月11日・8月15日、TBS）- 部長 役
- 演じ屋 第5・6話（2021年8月27日・9月3日、WOWOW）- 豊本 役
- 准教授・高槻彰良の推察 Season2 第1話（2021年10月10日、WOWOW） - 誠二 役
- 最愛 第3話（2021年10月29日、TBS）- 中年男性 役
- 月曜プレミア8 今野敏サスペンス 機捜235III（2022年5月16日、テレビ東京） - 田崎正也 役[1]
- 連続ドラマW 眼の壁 第1話・第4話・第5話（2022年6月19日・7月10・17日、WOWOW）[2]
- Dr.チョコレート 第8話（2023年6月10日、日本テレビ） - 警備員 役
- ハヤブサ消防団 第2話（2023年7月20日、テレビ朝日） - 男性 役
- ダブルチート 偽りの警官 Season2 第7話（2024年8月10日、WOWOW） - カツマタ 役[3]
- 海に眠るダイヤモンド 第8話（2024年12月15日） - 脳神経外科・内科クリニックの院長の林田　役

### 映画
- 七人のおたく（1992年）
- ウルトラシリーズ（松竹）
  - ウルトラマンティガ&ウルトラマンダイナ 光の星の戦士たち（1998年） ムナカタ・セイイチ 役
  - ウルトラマンティガ THE FINAL ODYSSEY（2000年） ムナカタ・セイイチ副隊長 役
  - ウルトラマンコスモス2 THE BLUE PLANET（2002年） ヒジカタ副司令 役
  - ウルトラマンコスモスVSウルトラマンジャスティス THE FINAL BATTLE（2003年） ヒジカタ副司令 役
  - 大決戦!超ウルトラ8兄弟（2008年）観光課長ムナカタ 役
- パセリ（2004年、ジャックボックス・ピクチャーズ）
- レディ・ジョーカー（2004年）
- ギララの逆襲/洞爺湖サミット危機一発（2008年、松竹） 三宅隊長 役
- BALLAD 名もなき恋のうた（2009年、東宝）
- ViVa! Kappe ビバ! カッペ（2010年、ブランディング&プロデューサーズ）
- Oh!透明人間（2010年、インターフィルム）
- かみいさん!(2018年)

### ビデオ
- ザ・ブラインドキャット
- 静かなるドン（Vシネマ版）
- 企業戦士YAMAZAKI
- ウルトラシリーズ
  - ウルトラセブン 地球より永遠に（1998年、バップ）TDF隊員 役
  - ウルトラセブン 空飛ぶ大鉄塊（1999年、バップ）謎の男（ガロ星人） 役
  - ウルトラマンネオス（2000年、バップ）ゾフィー（声・スーツアクター）[4]、第12話 スキンヘッドのリーダー 役
  - ウルトラマンティガ外伝 古代に蘇る巨人（2001年、バンダイビジュアル）オロロン 役

### 舞台
- 独りぼっちの地球人 feat.ULTRASEVEN（2013年）制作部長・山庭恭一郎 役

### バラエティ
- 侵略放送パンドレッタ（2002年）

### CM
- NHK公共マナー
- ミツカン（2010年）
- 「Honda Cars総合サイト」アフターサービス 九州エリア、山形県（2021年）